# Stanisław Daniłło
Stanisław Felicjan Daniłło, ros. Станислав Никодимович Данилло (ur. 17 października 1847 w Archangielsku, zm. 5 października?/17 października 1897 w Sankt Petersburgu) – rosyjski lekarz psychiatra polsko-greckiego pochodzenia.
Syn pochodzącego ze Żmudzi Nikodema Daniłły i Greczynki Elizy z domu Altab. Ukończył gimnazjum w Petersburgu (1865), następnie studiował na Wydziale Fizyko-Matematycznym Uniwersytetu Petersburskiego. Od 1868 na Akademii Medyko-Chirurgicznej, w 1874 otrzymał dyplom lekarski cum eximia laude. Specjalizował się w psychiatrii u Jana Balińskiego i Jana Mierzejewskiego. Pozostawił wiele prac z dziedziny psychiatrii, dotyczących m.in. alkoholizmu, hipnotyzmu, padaczki.

## Wybrane prace
- О влиянии некоторых ядов (спирт, опий, гашиш) на сознание у человека. Санкт-Петербург, 1894.
- О роли врачей в деле борьбы с алкоголизмом. Санкт-Петербург, 1897.